# Ботаново
Ботаново — село в Междуреченском районе Вологодской области.
Входит в состав Ботановского сельского поселения, с точки зрения административно-территориального деления — в Ботановский сельсовет.
Расстояние по автодороге до районного центра Шуйского — 33 км, до центра муниципального образования Игумницева — - км.
По данным переписи в 2002 году постоянного населения не было.